# Jerša
Jerša, Erša, Vundeš (mađarski: Budaörs) je grad u Peštanskoj županiji, gradskom području Budimpešte, Mađarska. Grad ima veliku njemačku govornu manjinu, zvanu Wudersch. Na hrvatskom se jeziku zove Jerša (u Tukulji i Andzabegu), Erša (u Erčinu) ili Vundeš (u Čepelju).

## Lokacija
Grad se nalazi između brda Buda i Csiki.

## Povijest
Prva naselja na području datiraju iz 3500. pr. Kr. Prije dolaska Rimljana, keltsko pleme Eraviscus držalo je područje okupirano oko 100 godina.